# Dalías
Dalías er en by og kommune i det sydøstlige Spanien i provinsen Almería. Den har et indbyggertal på 4.169 (2024) indbyggere.